# Марія Брауншвейг-Вольфенбюттельська (1566—1626)
Марія Брауншвейг-Вольфенбюттельська (нім. Maria von Braunschweig-Wolfenbüttel, 13 січня 1566 — 13 серпня 1626) — принцеса Брауншвейг-Вольфенбюттельська з династії Вельфів, донька князя Брауншвейг-Вольфенбюттеля Юлія та бранденбурзької принцеси Ядвіґи, друга дружина герцога Саксен-Лауенбурзького Франца II.

## Біографія
Народилась 13 січня 1566 року у Шладені. Була третьою дитиною та другою донькою в родині принца Брауншвейг-Вольфенбюттеля Юлія та його дружини Ядвіґи Бранденбурзької. Мала старшу сестру Софію Ядвіґу та брата Генріха Юлія. Згодом сімейство поповнилося вісьмома молодшими дітьми.
У 1568 році батько став правлячим герцогом Брауншвейг-Люнебургу, князем Вольфенбюттеля. 
У 16 років була видана заміж за 35-річного герцога Саксен-Лауенбурзького Франца II. Наречений овдовів за рік перед цим і мав чотирьох малолітніх дітей від попереднього шлюбу. В країні правив разом зі своїми братами Магнусом і Моріцом. Весілля відбулося 10 листопада 1582 у Вольфенбюттелі. У подружжя народилося чотирнадцятеро спільних дітей
Від 1586 року її чоловік правив фактично одноосібно, оскільки Магнус був визнаний недієздатним, а Моріц жив окремо у Букстегуде, не цікавлячись державними справами. Після смерті останнього у 1612 році Франц став єдиним правителем Саксен-Лауенбургу.
У 1592 році Марія отримала у подарунок від чоловіка маєток поблизу Шулендорфа. У 1608 році існуючий будинок було розширено до замку з обширними садами, який дістав назву Францхаген. Під час будівництва у герцога закінчилися кошти, так що, згідно з місцевої легенди, робочі залишилися без оплати. Оскільки у 1616 році замок у Лауенбурзі згорів, сімейство використовувало Францхаген як резиденцію нарівні з палацом Нойгаусу.
У липні 1619 року Франц пішов з життя. Марія отримала Францхаген як удовину резиденцію, створила там ферму та заснувала придворну церкву.
Померла 13 серпня 1626 року. Була похована поруч із чоловіком у герцозькій крипті церкви Святої Марії Магдалини в Лауенбурзі.

## Родина
Чоловік —  Франц II, герцог Саксен-Лауенбурзький
Діти:
- Франц Юлій (1584—1634) — камергер імператора у Відні, був одружений з Агнесою Вюртемберзькою, мав семеро дітей;
- Юлій Генріх (1586—1665) — герцог Саксен-Лауенбургу у 1656—1665 роках, був тричі одруженим, мав семеро дітей;
- Ернст Людвіг (1587—1620) — одруженим не був, дітей не мав;
- Ядвіґа Сибілла (1588—1635) — одружена не була, дітей не мала;
- Юліана (1589—1630) — дружина герцога Шлезвіг-Гольштейн-Зондербург-Норбурзького Фрідріха, мала єдиного сина;
- Йоахім Сигізмунд (1593—1629) — одруженим не був, дітей не мав;
- Сабіна Катерина (1—2 травня 1591) — прожила 2 дні;
- Франц Карл (1594—1660) — генерал-фельдвахмейстер імперської армії, був тричі одруженим,в другому шлюбі з Катериною Бранденбурзькою, мав п'ятьох позашлюбних дітей;
- Рудольф Максиміліан (1596—1647) — був одружений з Анною Катериною де Дульчина, дітей не мав;
- Ядвіґа Марія (1597—1644) — дружина Аннібале Ґонзаґи, принца Боццоло, мала сина та доньку;
- Франц Альбрехт (1598—1642) — був двічі одруженим, мав доньку від першого шлюбу;
- Йоганн Георг (1600—1601) — прожив 1 рік;
- Софія Ядвіґа (1601—1660) — дружина першого герцога Шлезвіг-Гольштейн-Зондербург-Глюксбурга Філіпа, мала чотирнадцятеро дітей;
- Франц Генріх (1604—1658) — був одружений з Марією Юліаною Нассау-Зігенською, мав шестеро законних дітей та двох позашлюбних.